# Mestre Pé de Chumbo
Gidalto Pereira Dias (Floresta Azul, 8 de dezembro de 1964), mais conhecido como Mestre Pé de Chumbo, é um mestre de Capoeira Angola, e discípulo do Mestre João Pequeno. Ele foi um dos primeiros mestres de Capoeira Angola a levar o estilo para o sudeste do país, ministrando aulas em  São Carlos, Sorocaba e Bauru.

## Biografia
Filho de João Pereira Dias e Erotildes Maria de Jesus, nasceu em Floresta Azul no dia 08 de dezembro de 1964. Foi criado pelos seus avós, devido ao falecimento de sua mãe no seu parto, e viveu durante sua infância nas cidades de Ibicaraí, Eunápolis e Porto Seguro.
Seu irmão praticava capoeira, e em 1974, na cidade de Ibacaraí, se interessou pela prática e iniciou estudos em capoeira. Na década seguinte, após o falecimento de sua avó, Dona Brasilina Maria de Jesus, mudou-se para Indaiatuba (SP) para trabalhar, devido à exigência de seu avô, José Domingo Filho. E em uma viagem de férias a Salvador, conheceu Mestre João Pequeno , permaneceu por um ano aprendendo Capoeira Angola.
Ao retornar para São Paulo, se dividiu entre a Capoeira Angola e a Capoeira Regional. Tendo se formado professor de Capoeira Regional em 1987, e mestre em 1989. A partir de 1990 abandona a prática de Capoeira Regional e se dedica exclusivamente à Capoeira Angola, se tornando professor em 1991, e mestre em 1994.
Mestre Pastinha fundou o Centro Esportivo de Capoeira Angola (CECA), academia de Capoeira Angola com atuação nacional e internacional. O Mestre Pé de Chumbo é dirigente de vários núcleos de tal academia, não apenas no Brasil, onde atua em São Paulo, mas também em Portugal, EUA, Suécia e México.

## Obras e participações
- Realizou a narração, produção musical e atuação do curta-metragem Porto e Raiz (2021)[5]
- CD Mestre Pé de Chumbo – Mestre Pé de Chumbo e Convidados (2002)[6]